# Campeonato regional de fútbol de Boavista 2015-16
El campeonato regional de Boavista 2015-16 es el campeonato que se juega en la isla de Boavista. Empezó el 16 de enero de 2016 y terminó el 8 de mayo de 2016. El torneo lo organiza la federación de fútbol de Boavista. El Académica Operária es el equipo defensor del título.
El torneo lo disputan 8 equipos en un total de 14 jornadas disputada a ida y vuelta. El campeón jugará el campeonato caboverdiano de fútbol 2016. Los partidos se disputan en el estadio municipal Arsénio Ramos situado en la ciudad de Sal Rei.
El Sport Clube Sal Rei quedó campeón, lo que de dio una plaza para jugar el campeonato caboverdiano de fútbol 2016.

## Equipos participantes
- Académica Operária
- África Show
- Desportivo da Estância Baixo
- Juventude Clube do Norte
- Onze Estrelas
- Sport Clube Sal Rei
- Sanjoanense
- Sporting Clube Boavista

## Tabla de posiciones
Actualizado a 8 de mayo de 2016
|   | Equipo                       | PJ | PG | PE | PP | GF | GC | DG  | PTS |
| - | ---------------------------- | -- | -- | -- | -- | -- | -- | --- | --- |
| 1 | Sport Clube Sal Rei          | 14 | 10 | 3  | 1  | 36 | 10 | +26 | 33  |
| 2 | Académica Operária           | 14 | 9  | 2  | 3  | 23 | 18 | +5  | 29  |
| 3 | Onze Estrelas                | 14 | 7  | 3  | 4  | 27 | 14 | +13 | 24  |
| 4 | África Show                  | 14 | 6  | 5  | 3  | 20 | 14 | +6  | 23  |
| 5 | Sporting Clube Boavista      | 14 | 6  | 5  | 3  | 20 | 14 | +6  | 23  |
| 6 | Juventude Clube do Norte     | 14 | 2  | 4  | 8  | 14 | 32 | -18 | 10  |
| 7 | Desportivo da Estância Baixo | 14 | 1  | 5  | 8  | 11 | 24 | -13 | 8   |
| 8 | Sanjoanense                  | 14 | 0  | 3  | 11 | 5  | 30 | -25 | 3   |

|  | Clasificado para el campeonato caboverdiano de fútbol 2016. |

(C) Campeón

## Resultados
| Académica Operária | 3 - 0 | Juventude     | 16 de enero |
| Sal Rei            | 3 - 1 | África Show   | 16 de enero |
| Sporting Boavista  | 2 - 2 | Onze Estrelas | 17 de enero |
| Estância Baixo     | 1 - 0 | Sanjoanense   | 17 de enero |

| Sporting Boavista | 1 - 1 | Sal Rei            | 23 de enero |
| Juventude         | 1 - 1 | Estância Baixo     | 10 de abril |
| África Show       | 3 - 1 | Sanjoanense        | 24 de enero |
| Onze Estrelas     | 3 - 0 | Académica Operária | 24 de enero |

| Sanjoanense        | 0 - 1 | Sporting Boavista | 30 de enero |
| Académica Operária | 4 - 1 | Estância Baixo    | 30 de enero |
| Sal Rei            | 3 - 1 | Onze Estrelas     | 31 de enero |
| Juventude          | 2 - 4 | África Show       | 31 de enero |

| Sal Rei            | 3 - 0 | Sanjoanense   | 6 de febrero |
| Académica Operária | 1 - 0 | África Show   | 6 de febrero |
| Estância Baixo     | 0 - 1 | Onze Estrelas | 7 de febrero |
| Sporting Boavista  | 3 - 0 | Juventude     | 7 de febrero |

| Estância Baixo     | 2 - 3 | África Show       | 20 de febrero |
| Sanjoanense        | 0 - 4 | Onze Estrelas     | 20 de febrero |
| Sal Rei            | 0 - 0 | Juventude         | 21 de febrero |
| Académica Operária | 1 - 2 | Sporting Boavista | 21 de febrero |

| África Show    | 0 - 0 | Onze Estrelas      | 27 de febrero |
| Estância Baixo | 0 - 0 | Sporting Boavista  | 27 de febrero |
| Sal Rei        | 1 - 2 | Académica Operária | 28 de febrero |
| Sanjoanense    | 1 - 1 | Juventude          | 21 de febrero |

| África Show    | 1 - 0 | Sporting Boavista  | 5 de marzo |
| Juventude      | 1 - 5 | Onze Estrelas      | 5 de marzo |
| Sanjoanense    | 1 - 3 | Académica Operária | 6 de marzo |
| Estância Baixo | 0 - 3 | Sal Rei            | 6 de marzo |

| Sanjoanense   | 1 - 1 | Estância Baixo     | 12 de marzo |
| Onze Estrelas | 3 - 1 | Sporting Boavista  | 12 de marzo |
| África Show   | 1 - 1 | Sal Rei            | 13 de marzo |
| Juventude     | 1 - 1 | Académica Operária | 13 de marzo |

| Sal Rei            | 2 - 1 | Sporting Boavista | 18 de marzo |
| Estância Baixo     | 2 - 3 | Juventude         | 18 de marzo |
| Académica Operária | 1 - 0 | Onze Estrelas     | 19 de marzo |
| Sanjoanense        | 0 - 0 | África Show       | 19 de marzo |

| África Show       | 2 - 0 | Juventude          | 25 de marzo |
| Onze Estrelas     | 1 - 2 | Sal Rei            | 25 de marzo |
| Estância Baixo    | 0 - 1 | Académica Operária | 26 de marzo |
| Sporting Boavista | 1 - 0 | Sanjoanense        | 26 de marzo |

| Onze Estrelas | 0 - 0 | Estância Baixo     | 2 de abril |
| Juventude     | 1 - 3 | Sporting Boavista  | 2 de abril |
| África Show   | 1 - 2 | Académica Operária | 3 de abril |
| Sanjoanense   | 0 - 6 | Sal Rei            | 3 de abril |

| Sporting Boavista | 1 - 1 | Académica Operária | 16 de abril |
| Juventude         | 2 - 3 | Sal Rei            | 16 de abril |
| Onze Estrelas     | 2 - 0 | Sanjoanense        | 17 de abril |
| África Show       | 1 - 1 | Estância Baixo     | 17 de abril |

| Juventude          | 1 - 0 | Sanjoanense    | 23 de abril |
| Académica Operária | 0 - 6 | Sal Rei        | 23 de abril |
| Sporting Boavista  | 2 - 0 | Estância Baixo | 24 de abril |
| Onze Estrelas      | 1 - 3 | África Show    | 24 de abril |

| Sal Rei            | 2 - 0 | Estância Baixo | 7 de mayo |
| Académica Operária | 3 - 1 | Sanjoanense    | 7 de mayo |
| Onze Estrelas      | 4 - 1 | Juventude      | 8 de mayo |
| Sporting Boavista  | 0 - 0 | África Show    | 8 de mayo |

### Evolución de las posiciones
| Equipo / Jornada         | 01 | 02 | 03 | 04 | 05 | 06 | 07 | 08 | 09 | 10 | 11 | 12 | 13 | 14 |
| ------------------------ | -- | -- | -- | -- | -- | -- | -- | -- | -- | -- | -- | -- | -- | -- |
| Académica Operária       | 1  | 5  | 2  | 2  | 4  | 2  | 1  | 2  | 1  | 1  | 1  | 2  | 2  | 2  |
| África Show              | 7  | 4  | 3  | 5  | 5  | 5  | 4  | 4  | 4  | 3  | 5  | 5  | 4  | 4  |
| Estância Baixo           | 3  | 3  | 6  | 6  | 6  | 6  | 6  | 6  | 7  | 7  | 6  | 6  | 7  | 7  |
| Juventude Clube do Norte | 8  | 7  | 7  | 7  | 7  | 7  | 7  | 7  | 6  | 6  | 7  | 7  | 6  | 6  |
| Onze Estrelas            | 4  | 1  | 5  | 4  | 3  | 4  | 2  | 1  | 3  | 4  | 3  | 3  | 5  | 3  |
| Sport Clube Sal Rei      | 2  | 2  | 1  | 1  | 1  | 3  | 3  | 3  | 2  | 2  | 2  | 1  | 1  | 1  |
| Sanjoanense              | 6  | 8  | 8  | 8  | 8  | 8  | 8  | 8  | 8  | 8  | 8  | 8  | 8  | 8  |
| Sporting Clube Boavista  | 5  | 6  | 4  | 3  | 2  | 1  | 5  | 5  | 5  | 5  | 4  | 4  | 3  | 5  |

| Campeón Sport Clube Sal Rei 9.o título |

## Estadísticas
- Mayor goleada:

Sanjoanense 0 - 6 Sal Rei (3 de abril)
Académica Operária 0 - 6 Sal Rei (3 de abril)
- Partido con más goles:

Juventude 2 - 4 África Show (31 de enero)
Juventude 1 - 5 Onze Estrelas (5 de marzo)
Sanjoanense 0 - 6 Sal Rei (3 de abril)
Académica Operária 0 - 6 Sal Rei (3 de abril)
- Mejor racha ganadora: Sal Rei; 6 jornadas (jornada 9 a 14)
- Mejor racha invicta: Sal Rei; 8 jornadas (jornada 7 a 14)
- Mejor racha marcando: Académica Operária; 10 jornadas (jornada 3 a 12)
- Mejores racha imbatida: Onze Estrelas; 3 jornadas (jornada 4 a 6)